# Jaskinia Wiślanka
Jaskinia Wiślanka (nie mylić z Jaskinią Wiślańską) – jaskinia w Beskidzie Śląskim. Ma dwa otwory wejściowe położone na południowym zboczu Malinowa, na terenie Malinki, na wysokościach 840 i 842 m n.p.m. Długość jaskini wynosi 147 metrów, a jej deniwelacja 16,3 metra. 

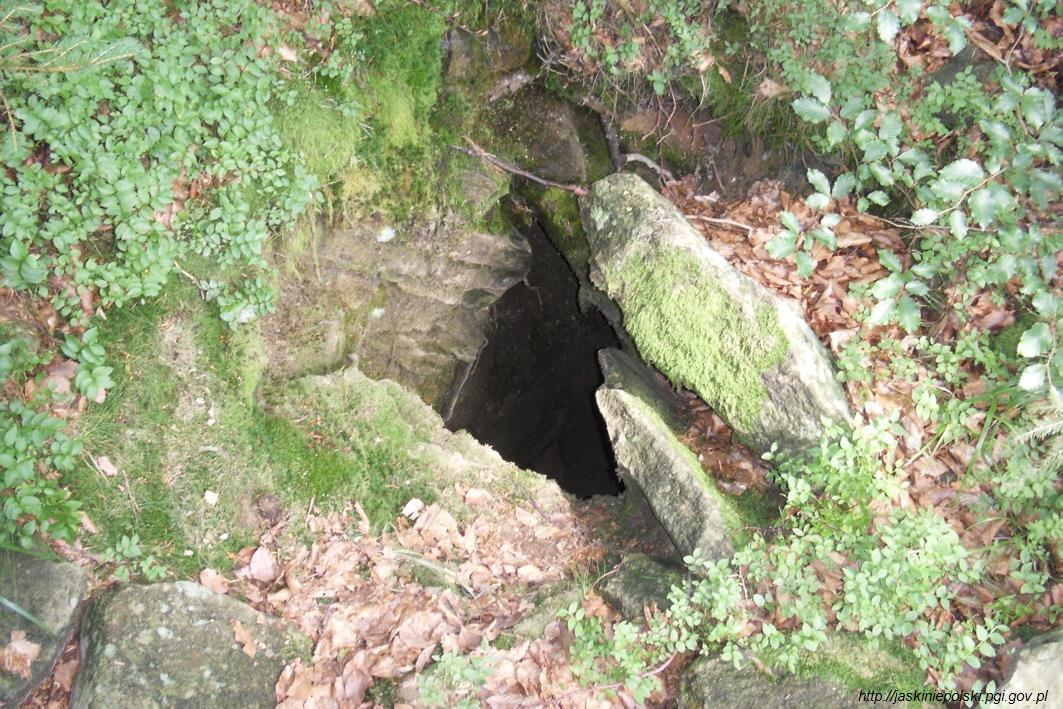
Otwór jaskini

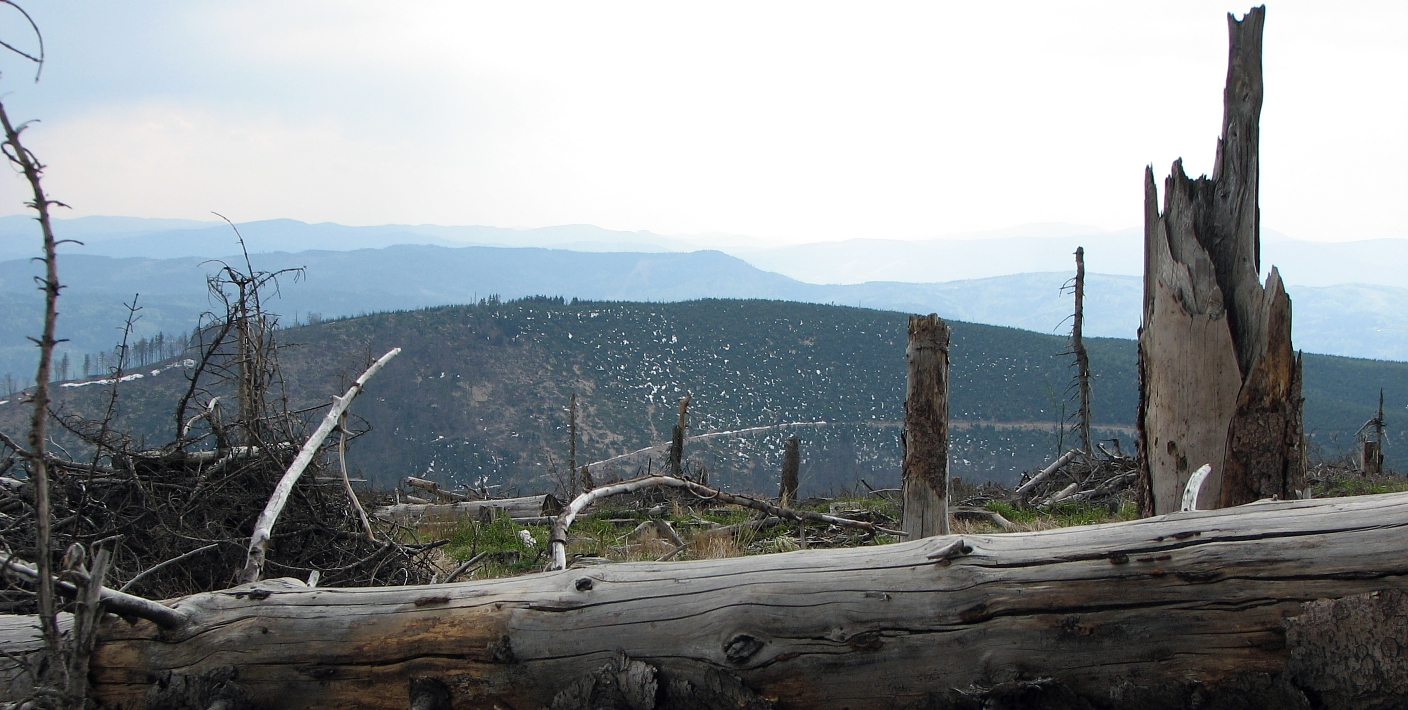
Malinów

## Opis jaskini
Jaskinia zaczyna się niewielką studzienką, z której dna odchodzą dwa ciągi. Na południowy zachód idzie korytarzyk do progu, za którym odchodzą dwa krótkie ciągi kończące się szczelinami nie do przejścia. Natomiast na wschód odchodzi ze studzienki ciąg główny prowadzący do 2,5-metrowej studzienki. Pod nią znajduje się niewielka salka, skąd na północny wschód prowadzi krótki korytarzyk, a na południowy zachód ciąg idący przez mały próg do zacisku. Za nim korytarz prowadzi przez kolejny zacisk do małej salki, a następnie do rozgałęzienia. Stąd na prawo idzie krótki korytarzyk kończący się kominkiem, a na wprost ciąg prowadzący do kolejnego rozgałęzienia. Tutaj na lewo korytarz idzie do studzienki będącej drugim otworem wejściowym, natomiast na prawo do zacisku za którym znajduje się niewielka, podłużna sala. Na prawo odchodzi z niej krótki korytarzyk. Idąc dalej salą (na południowy wschód) dochodzi się do kolejnego rozgałęzienia:
- na prawo ciąg prowadzi do niewielkiej salki i kończy się kominkiem oraz krótkim korytarzykiem
- na wprost dochodzi się do pochylni z dwoma studzienkami, za którą znajduje się 4-metrowy, końcowy korytarz jaskini[1].

## Przyroda
Jaskinia jest typu osuwiskowego. Można w niej spotkać nacieki grzybkowe (w końcowym korytarzu). Zamieszkują ją trzy gatunki nietoperzy: podkowiec mały, nocek Natterera i nocek wąsatek. Ściany są wilgotne, roślinność występuje tylko w studzienkach wejściowych (mchy i porosty).

## Historia odkryć
Jaskinię odkryli R. Cieślar i M. Cieślar w 2006 roku. Jej opis i plan sporządzili w B. Juroszek i G. Szalbot w 2008 roku.